# Христос Левантас
Христос Левантас (1904 – 1974) (на гръцки: Χρίστος Λεβάντας), псевдоним на Кириякос Хадзидакис, е гръцки писател, поет и журналист, роден в Пирея.
Съосновател е на Гръцкото литературно дружество. От рано остава кръгъл сирак. На 16 години започва да сътрудничи на вестниците „Бохем“ и „Смелост“. След завършване на гимназия започва работа във в-к „Сфера“, сътрудничи на „Знаме“ и „Хронограф“.
През 1922 г. заедно с Димитрис Франгулис започват издаването на седмичник за филология и поезия „Младежки вестник“, където Левантас е главен редактор. Същевременно сътрудничи на голям брой столични издания. През 1925 г. е уредник в новаторското сп. „Нова мисъл“, закрито след третия си брой от хунтата на Кондилис.
През 1923 г. основава Филологическо дружество Пирея, като по-късно е избран за негов председател (1934). До 1940 г. е журналист на свободна практика.
След войната е зам. председател на писателския клуб „Приятели на изкуството“, издаващ списание „Път“ и сътрудничи на голям брой вестници и списания.
През 1952 г. е избран за член на Управителния съвет на Гръцкото литературно дружество. През периода 1958 – 1960 г. издава списанието „Периодика“.
Сборници с разкази: „В опиянение от болката“ (1923), „Правият път“ (1927), „Семейството на Ной“ (1940), „Пътуване в неизвестното (1949)“, „Истории от Порто Леоне“ (1960) и „Буря в Бей Биски“ (1974). Новела: „Курс – тайфун“ (1956). Драма: „Бурна вечер“ (1926). Стихосбирка „Резонатор“ (1988, посмъртно).
Превеждан в Унгария, Чехия, Германия, Франция, Румъния, България и др.